# 松岡秀樹 (アメリカンフットボール)
松岡 秀樹（まつおか ひでき、1961年 - ) は、日本で活躍したアメリカンフットボール選手。日本大学フェニックス、レナウンローバーズで活躍し、いずれのチームでもアメリカンフットボール日本選手権「ライスボウル」で優勝を経験。同大会の最優秀選手賞であるポール・ラッシュ杯を学生（日本大学）、社会人（レナウン）でのそれぞれで獲得した最初の選手としても知られる。ポジションはQB（クォーターバック）。QBとしてパスとランを兼ね備えるほか、大試合にも動じないプレースタイルでショットガン・フォーメーションを主導し、大学時代は4年連続甲子園ボウル（東西大学王座決定戦）出場。関東リーグで3回リーディング・ラッシャーを獲得し、うち4年生の時はリーディング・パサーとの2冠であった。
その後もシニアアメリカンフットボールチーム、U-59ERS (アンダーフィフティナーズ)
に所属し活動。神奈川県出身。
男3人兄弟の長男。中学、高校では野球部。高校時代所属していた神奈川県立横浜日野高校（現在の神奈川県立横浜南陵高等学校）3年生のときに、神奈川県大会ベスト16まで進む。その後進路は本人の希望では日本体育大学を受験して体育教師になろうと考えていたが、2歳下の弟
が日本大学高等学校でアメフトをしていて神奈川県大会で優勝し、その祝勝会に呼ばれ、弟が兄の紹介する際、体躯と身体能力を部の監督に話すと、祝勝会に来ていた当時の日本大学アメフト部監督篠竹幹夫に伝わり、その祝勝会でスカウトされ、その2日後には練習に参加。翌年1月に実施された日大のスポーツ・セレクションを受け大学合格することになる。
こうして1981年日本大学入学。アメリカンフットボールを始める。当時野球をやっていることに加えて足が速かったため、スポーツ・セレクションでは1位を取ることができたというが、このきっかけで篠竹監督の指示でQBのポジションを与えられることとなったという。ただしアメフトのボールはその時点でまったく投げたことがないため、本人は普通に投げられるようになるのには半年ぐらいかかったと回想。ところが入学後2か月後ルールも知らないままであったのに1軍に入れられ、試合にも出るようになる。監督以外コーチ全員反対したが、監督が譲らなかった。このため1年生からレギュラーとして活躍して頭角を現し、入部3か月後7月のパールボウルで勝利に導くことになる。
その後も日大にいた4年間毎年甲子園ボウルに出場。1年生の時は同大会に優勝しても怪我の影響もあって満足にプレーできなかったが、2年生の時には同大会に活躍し大学5連覇を達成。3年生のときは京都大学ギャングスターズに14対30で負けて6連覇は達成できなかったが、1984年度、最終学年になる4年生の時には関西学院大学ファイターズと引き分けであったが、同大会でチャック・ミルズ杯受賞。翌年1月のライスボウルでは、QBとして7TDを導き、日大初優勝を遂げポール・ラッシュ杯に輝いた。
大学卒業後、1983-84シーズンからライスボールに進出していたレナウンに所属。松岡自身は1985年度より4年間ライスボウルに出場。1年目の1985年度にはレナウンを日本一に導き、自身2度目のポール・ラッシュ杯受賞となった。翌1986年にも同大会で活躍し、2年連続大会MVPとなった。
大学時代からリーディング・ラッシャーだったこともあり、持って走るのも得意でローバース時代後期、RBとしてもプレー。そして30歳になる直前の秋のシーズン最終戦で引退。引退後は1年間チームコーチをし、その後は社業に専念。広報室に異動したタイミングで出版社「タッチダウン」社主でアメリカンフットボール解説者の後藤完夫から日本テレビで放送していたNFL中継の解説を誘われ、15分番組「NFLエキスプレス」とともに3年程担当した。
その後プルデンシャル生命保険から何度か声を掛けられて、同社は当時広く外部から営業管理職を集めていたこともあり、転職を決意。1998年8月入社後当初は横浜の営業所長を3年間務め、内部アセスメントをパスして本社勤務を経て2002年4月にさいたま支社の支社長に就任。十数年勤めてその後同社ライフプランナーに転身した。
2019年には、日本のアメリカンフットボール殿堂に東海辰弥らとともに入り、名を連ねることとなった。